# هانا مكليود
هانا مكليود (بالإنجليزية: Hannah Macleod) (و. 1984  م) هي لاعبة هوكي الحقل بريطانية، ولدت في بوسطن، شاركت في الألعاب الأولمبية الصيفية 2012، وهوكي الحقل في الألعاب الأولمبية الصيفية 2016.

## التعليم
تعلمت في جامعة لوفبرا.

## روابط خارجية
- هانا مكليود على موقع الاتحاد الدولي للهوكي (الإنجليزية)
- هانا مكليود على موقع اللجنة الأولمبية الدولية (الإنجليزية)
- هانا مكليود على موقع أوليمبيديا (الإنجليزية)
- هانا مكليود على موقع اللجنة الأولمبية البريطانية (الإنجليزية)
- هانا مكليود على موقع اتحاد ألعاب الكومنولث (مؤرشف) (الإنجليزية)